# クワメ・アンソニー・アッピア
クワメ・アンソニー・アッピア（Kwame Anthony Appiah, 1954年5月8日 - ）は、イギリス生まれアメリカ合衆国在住の哲学者・文筆家。ガーナ人の父とイギリス人の母をもつ。著書に『コスモポリタニズム』（2006年刊、2022年日本語訳）など。

## 経歴
1954年ロンドンに生まれる。父ジョー・アッピア（ガーナの政治活動家、アシャンティ王族の末裔）と母ペギー・アッピア（旧姓クリップス、イギリス名家の活動家・作家）はともに著名人であり、その国際結婚は当時ニュースになった。
8歳までの幼少期をガーナのクマシで過ごす。父が政治犯としてクワメ・ンクルマ大統領に投獄されたことなどから、一人イギリスに帰国し母方の家で青春時代を過ごす。
1975年、ケンブリッジ大学で哲学の学士号を取得。ガーナ大学教員を経て、1982年にケンブリッジで博士号を取得。大学院ではイアン・ハッキングやヒュー・メラーの指導を受けた。博士論文では言語哲学・心の哲学・確率論を扱った。
博士号取得後、言語哲学者としてダメットの反実在論批判などを扱った後、1992年刊行の『In My Father's House: Africa in the Philosophy of Culture』を皮切りに、人種・アイデンティティ・リベラリズムなどについての倫理学・政治哲学を、心理学や社会科学も参照しながら論じている。1999年には、百科事典『Encyclopedia Africana』をW・E・B・デュボイスの影響のもとヘンリー・ルイス・ゲイツ・ジュニアと共編で刊行した。また教員として、イェール大学、コーネル大学、デューク大学、ハーバード大学、プリンストン大学、ニューヨーク大学などに務めている。
私生活においては、1997年にアメリカ国籍を取得。ニューヨーク州の同性婚法成立後の2013年に同性婚した。
栄誉として、アニスフィールド・ウルフ図書賞詩部門（1993年受賞）、アーサー・ロス書籍賞金賞（2007年受賞）、英国王立文学協会会員（2017年選出）、米国芸術文学アカデミー会長（2022年選出）などがある。バーグルエン賞の審査委員（2016年創設以来）でもある。2024年クルーゲ賞受賞。

## 著作

### 日本語訳
- Cosmopolitanism: Ethics in a World of Strangers. New York: W.W. Norton & Co. 2006. ISBN 9780141027814
  - 『コスモポリタニズム――「違いを越えた交流と対話」の倫理』三谷尚澄訳、みすず書房、2022年。ISBN 978-4-622-09533-0